# 롭 파이크

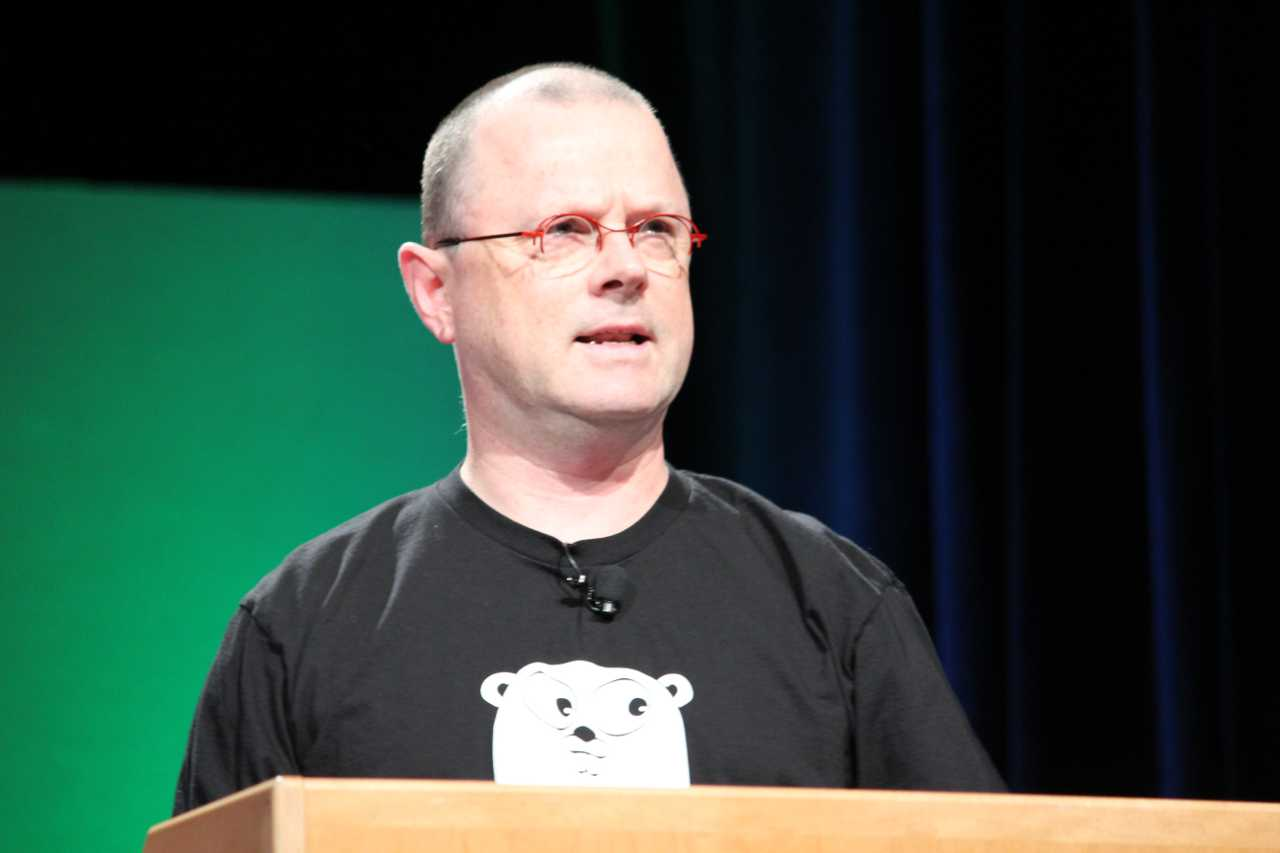
롭 파이크

로버트 "롭" C. 파이크(Robert "Rob" C. Pike, 1956년~ )는 캐나다의 프로그래머이자 작가이다. 그는 Go 프로그래밍 언어를 작업한 것으로 잘 알려져 있으며 벨 연구소에서 유닉스 팀의 멤버로 활동하면서 플랜 9과 인페르노 운영 체제, 그리고 림보 프로그래밍 언어의 개발에 참여하였다.
또, 그는 유닉스용 블릿 그래픽 터미널을 공동 개발하였고 그 전까지는 1981년 유닉스용 최초의 윈도 시스템을 작성하였다. 파이크는 AT&T의
X 그래픽 시스템 프로토콜의 일부이자 최초 소프트웨어 특허 가운데 하나인 "backing store patent"에 대한 미국 특허 4,555,775에 등재된 유일한 발명가이다.
여러 해에 걸쳐 파이크는 수많은 문서 편집기를 작성해왔다: sam, Acme는 가장 잘 알려진 것으로, 현재도 사용 및 개발되고 있다.
파이크는 구글을 위해 일하며 Go와 Sawzall 프로그래밍 언어의 개발에 참여했다.